# Стів Перрі
Стів Перрі (англ. Steve Perry; нар. 31 серпня 1947, Батон-Руж, штат Луїзіана) — американський письменник-фантаст. Відомий також як Джесс Піл. Перрі є автором творів з таких всесвітньо відомих фантастичних серій, як «Зоряні війни», «Чужі» і «Конан». Найбільшу популярність йому принесли книги із серії «Матадор».

## Життєпис
До того, як Стів повністю віддався ремеслу письменника, він змінив багато професій: інструктор з плавання, рятувальник, складальник іграшок, продавець алюмінію, інструктор з бойових мистецтв, приватний детектив, медбрат, помічник лікаря. Був учасником найбільшого гітарного ансамблю, включеного в «Книгу рекордів Гіннесса». Почав видаватися під псевдонімом Джесс Піл в 1977 році.